# Schwarzsauer
La Schwarzsauer (dal tedesco "acido nero"), conosciuta nel sud della Germania come Swattsuer, Swartsuur o Swartsupp, è una zuppa a base di sangue, diffusa nella Germania settentrionale. 

## Storia
L'antenato della Schwarzsauer è il brodo nero, uno spezzatino con sangue che veniva consumato dagli antichi spartani. La Schwarzsauer si diffuse fra i poveri della Prussia Orientale, ove veniva cotta nella birra con le zampe e gli intestini di oche o anatre, e nel nord della Germania, dove veniva ricavata assieme ad altri alimenti dagli scarti dei maiali durante il giorno della macellazione. In un testo dedicato ai suoi ricordi d'infanzia a Świnoujście scritto negli anni venti dell'Ottocento, Theodor Fontane riportò che "la Schwarzsauer veniva preparata con il sangue d'oca e servita in tavola ogni giorno". Oggi la zuppa di sangue viene preparata in pochi locali tedeschi.

## Caratteristiche e varianti
La Schwarzsauer è una zuppa a base di sangue di maiale, spezie e aceto, che conferisce alla zuppa il suo colore scurissimo. A volte viene consumata con Knödel e patate. Esistono delle varianti regionali della ricetta che possono contenere frattaglie di maiale.
Una variante della Schwarzsauer senza sangue prende il nome di Weißsauer.
In Polonia e Bielorussia viene cucinato un piatto simile conosciuto come Czernina.